# Bruderschaftsfresko von St. Martin (Tannheim)
Das Bruderschaftsfresko von St. Martin (Tannheim) ist ein 1766 gemaltes Deckenfresko des Dietenheimer Malers Chrysostomus Forchner in der Pfarrkirche St. Martin in Tannheim in Oberschwaben.

## Maria, Dominikus und Simon Stock
Die Hauptperson des Freskos ist am oberen Ende Maria mit dem Jesuskind. Sie ist als Himmelskönigin dargestellt und bekleidet mit einem roten Kleid und blauem Mantel. Linker Hand weiter unten kniet der heilige Dominikus, der Gründer des Predigerordens, in weißem Habit und schwarzem Mantel. Dominikus, dargestellt mit seinem Attribut, einem Hund mit brennender Fackel, wird von Maria der Rosenkranz übergeben. Hinter dem heiligen Dominikus erblickt man einen Engel mit einer weißen Lilie, dem Symbol der Jungfräulichkeit.
Rechter Hand auf gleicher Höhe wie Dominikus kniet der heilige Simon Stock im braunen Habit und weißen Chormantel der Karmeliten. Simon Stock aus der Grafschaft Kent war Generalprior des Ordens der Karmeliten. Nach der Vertreibung des Ordens aus dem Heiligen Land hatte er der Überlieferung nach eine Vision, bei der die Gottesmutter ihm ein Skapulier überreichte. Maria und die Heiligen werden von einer Schar barocker Engel umrahmt.
Die Mitte bildet der Heilige Geist, dargestellt in der Form einer goldenen Taube auf einer runden Holzscheibe. Die Taube wurde an Pfingsten an einem Seil zu den Gläubigen ins Kirchenschiff hinuntergelassen. Unten sind die armen Seelen im Fegefeuer dargestellt, die flehentlich die Hände zum Himmel erheben.
Auswahl und Anordnung der Freskenthemen wurden von den Benediktinern der Reichsabtei Ochsenhausen bestimmt. Tannheim war inkorporierte Pfarrei und einer der drei Amtssitze des geistlichen Territoriums bis zur Säkularisation. Der Erbauer der Kirche, der aus Vorarlberg stammende Abt Franziskus Klesin, war vor seiner Wahl zum Abt Pfarrer in Tannheim. Die Ausmalung der Kirche erfolgte erst gut sechzig Jahre später und fiel in die Amtszeit der Äbte Benedikt Denzel und Romuald Weltin.

## Chrysostomus Forchner
Aufgrund von Rechnungen der Rosenkranzbruderschaft Unserer Lieben Frau und der Skapulierbruderschaft an Chrysostomus Forchner und einen Gehilfen namens Franz Anton Mitreuther aus Bonlanden aus den Jahren 1766 und 1767, die im Pfarrarchiv untergebracht sind, lässt sich der Freskant der Kirche eindeutig bestimmen. Alle früheren Zuschreibungen an den Sigmaringer Maler Meinrad von Au, Franz Georg Herrmann oder Johann Joseph Anton Huber, die auch im Territorium der Reichsabteien Ochsenhausen oder Rot an der Rot tätig waren, wurden damit widerlegt. Chrysostomus, der jüngere Bruder von Franz Xaver Forchner, wurde 1721 in Dietenheim geboren und starb 1791 in Dietenheim. Das Dietenheimer Pfarrarchiv vermerkt bei seinem Namen den Zusatz in extremer Armut und nach schwerer Krankheit verstorben.